# Roscoe Karns
Roscoe Karns, född 7 september 1891 i San Bernardino, Kalifornien, död 6 februari 1970 i Los Angeles, Kalifornien, var en amerikansk skådespelare. Karns medverkade som birollsaktör i många Hollywood-filmer och var aktiv skådespelare från 1910-talet. Han spelade ofta cyniska och snabbpratande rollfigurer. Bland hans mest kända roller kan nämnas en jobbig busspassagerare i filmen Det hände en natt från 1934. Karns var far till skådespelaren Todd Karns.

## Filmografi i urval
- 1927 – Vingarna
- 1928 – Beau Sabreur
- 1932 – Om jag hade en miljon
- 1934 – Det hände en natt
- 1934 – Primadonna
- 1935 – Sensationen för dagen
- 1936 – Kom så gifter vi oss
- 1939 – Det sitter i benen
- 1940 – Det ligger i blodet
- 1940 – De färdas om natten
- 1941 – Fotsteg i mörkret
- 1942 – Årets kvinna
- 1964 – En flicka på kroken